# Marty Robbins
Marty Robbins, właśc. Martin David Robinson (ur. 26 września 1925 w Glendale, zm. 8 grudnia 1982 w Nashville) – amerykański piosenkarz, kompozytor, autor tekstów, multiinstrumentalista, aktor i kierowca NASCAR. 
Dwukrotny laureat Nagrody Grammy w kategorii najlepszy występ country i western „El Paso” (1961) oraz najlepsza piosenka country „My Woman, My Woman, My Wife” (1971). Posiada własną gwiazdę w Alei Gwiazd w Los Angeles znajdującą się przy 6666 Hollywood Boulevard.

## Wczesne lata
Urodził się w Glendale, na przedmieściach Phoenix w Arizonie jako syn Emmy Heckle i Johna Joseph Robinsona. Należał do rodziny nomadów i był szóstym z dziewięciorga dzieci. Jego ojciec był alkoholikiem i często brał udział w kradzieżach. W rezultacie jego matka musiała walczyć o wyżywienie dzieci. Jego rodzice rozwiedli się w 1937, gdy Robbins miał 12 lat. Jedyną rzeczą, którą lubił w swoim dzieciństwie, były historie, które opowiadał mu jego dziadek, „Texas Bob” Heckle, podróżujący sprzedawca i lokalny medicine man. Robbins stwierdził w wywiadzie, że śpiewał dla niego pieśni kościelne i opowiadał mu historie. Wiele piosenek, które napisał w przyszłości, zostało zainspirowanych opowieściami jego dziadka; na przykład piosenka „Big Iron” została oparta na doświadczeniach jego dziadka jako strażnika Teksasu. Robbins pracował jako bokser amator, kopał rowy, prowadził ciężarówki, dostarczał lód i służył jako pomocnik mechanika. Aby uciec od trudnej sytuacji rodzinnej, w wieku 17 lat podczas II wojny światowej wstąpił do United States Navy, gdzie służył trzy lata. Stacjonował na Wyspach Salomona na Oceanie Spokojnym. Będąc na statku, samodzielnie nauczył się grać na gitarze i zaczął pisać piosenki. Spodobała mu się także muzyka hawajska.

## Kariera
Kiedy Marty Robbins został zwolniony ze służby w marynarce wojennej w 1947, rozpoczął karierę wokalną i zaczął występować w lokalnych klubach w Phoenix. Wkrótce zaczął prowadzić własny program Chuck Wagon Time w lokalnej stacji radiowej KTYL w Mesa w Arizonie, a następnie własny program telewizyjny Western Caravan w KPHO-TV w Phoenix. Piosenkarz muzyki country Little Jimmy Dickens, który występował w programie telewizyjnym Robbinsa, przedstawił go kierownictwu Columbia Records i pomógł mu podpisać kontrakt w 1951. W następnym roku ukazał się jego pierwszy singiel „Love Me or Leave Me Alone”. W 1953 jego singiel „I’ll Go on Alone” stał się hitem i osiągnął pierwsze miejsce na liście przebojów Hot Country Songs. Hitem była także piosenka „I Couldn’t Keep from Crying”. Wraz ze wzrostem jego popularności zaoferowano mu szansę zostania stałym członkiem popularnego country programu radiowego „Grand Ole Opry”. W 1956 jego piosenka „Singing the Blues” znalazła się na czołowych miejscach list przebojów krajów. W następnym roku na szczycie list przebojów znalazły się jeszcze dwie jego piosenki – „A White Sport Coat” i „The Story of My Life”.
W 1957 roku hitami stały się także jego piosenki „Knee Deep in the Blues” i „Please Don’t Blame Me”. W 1959 wydał album Gunfighter Ballads and Trail Songs, a jedna z zawartych na nim piosenek „El Paso” okazała się ogromnym hitem i była jego pierwszą piosenką, która znalazła się na pierwszym miejscu list przebojów muzyki pop.
W 1961 jego piosenka „Don’t Worry” osiągnęła pierwsze miejsce na liście krajów i trzecie miejsce na liście przebojów muzyki pop. To był jego ostatni hit popowy z pierwszej dziesiątki. Podczas nagrywania piosenki gitarzysta Grady Martin przez pomyłkę stworzył efekt „fuzz” gitary elektrycznej. Robbinsowi się to spodobało i użył go w ostatecznej wersji. W tym samym roku napisał słowa i muzykę do swojej piosenki „I Told the Brook”. Jego piosenka „Big Iron” z albumu Gunfighter Ballads and Trail Songs została wykorzystana w grze wideo Fallout: New Vegas, co przyczyniło się do wzrostu jej popularności. Piosenka „El Paso” została również wykorzystana w serialu AMC Breaking Bad. W 1953 został członkiem audycji radiowej Grand Ole Opry.
Oprócz kariery wokalnej Robbins uwielbiał wyścigi samochodowe i w 1966 brał udział w 35 wyścigach NASCAR Grand National. Był właścicielem i ścigał się Dodge’em Magnum. Rywalizował także z kierowcami NASCAR Richardem Petty i Cale Yarbrough. W sensacyjnym filmie sportowym Hell On Wheels (1967) o wyścigach samochodowych wcielił się w postać kierowcy wyścigowego Marty’ego. 

## Życie prywatne
27 września 1948 poślubił Marizonę Robbins, z tego związku miał syna Ronny’ego i córkę Janet. W listopadzie 1982 ścigał się w Atlanta Journal 500, prowadząc Buicka Regala zbudowanego przez Juniora Johnsona. 

### Śmierć
Robbins we wczesnym okresie życia zachorował na chorobę sercowo-naczyniową. Po trzecim zawale serca, który miał miejsce 2 grudnia 1982, przeszedł poczwórną operację bajpasów wieńcowych. Nie wyzdrowiał i zmarł sześć dni później, 8 grudnia, w szpitalu St. Thomas w Nashville w wieku 57 lat.

## Wybrana filmografia
- 1957: The Badge of Marshal Brennan jako Felipe
- 1963: 30 Minutes at Gunsight jako pan przystanku
- 1982: Honkytonk Man jako Smoky